# Urophora quadrifasciata
Espèce
Urophora quadrifasciata est une espèce d'insectes diptères brachycère de la famille des Tephritidae.

## Sous-espèces
- - Urophora quadrifasciata algerica (Hering, 1941)
  - Urophora quadrifasciata quadrifasciata (Meigen, 1826)